# Mesarmadillo arambourgi
Mesarmadillo arambourgi är en kräftdjursart som beskrevs av Paulian de Felice 1945. Mesarmadillo arambourgi ingår i släktet Mesarmadillo och familjen Eubelidae.

## Underarter
Arten delas in i följande underarter:
- M. a. arambourgi
- M. a. maui